# NGC 5291-2
NGC 5291-2 is een spiraalvormig sterrenstelsel in het sterrenbeeld Centaur. Het hemelobject ligt 200 miljoen lichtjaar van de Aarde verwijderd en werd op 8 mei 1834 ontdekt door de Britse astronoom John Herschel.

## Synoniemen
- MCG -5-33-5
- AM 1344-301
- PGC 48894